# Pandora (Schiff)
Die Pandora war ein 24-Kanonen-Kriegsschiff, ein Post ship 6. Ranges, der Porcupine-Klasse der britischen Marine, das 1790 von der britischen Admiralität unter dem Kommando von Kapitän Edward Edwards ausgesandt wurde, um die Meuterer der Bounty gefangen zu nehmen.

## Suche nach der Bounty
Die Pandora verließ im November 1790 England, umrundete Kap Hoorn, segelte in den Pazifik und passierte außer Sichtweite und ohne dass Edwards dies wusste, die Insel Pitcairn, die Zufluchtsstätte der nicht auf Tahiti verbliebenen Bounty-Meuterer. Dabei kartografierte Edwards am 16. März 1791 das rund fünfhundert Kilometer östlich von Pitcairn gelegene Atoll Ducie.
Die Pandora erreichte Tahiti am 23. März 1791. Kaum hatte das Schiff in der Matavai-Bucht geankert, kamen drei Besatzungsmitglieder der Bounty (Peter Heywood, George Stewart und Joseph Coleman) freiwillig an Bord. Edwards ließ sie sofort verhaften. Unterdessen errichtete der Schiffszimmermann als Gefängnis für die Meuterer auf dem Achterdeck einen 3,4 × 5,5 Meter (11 × 18 ft) großen, massiven Unterstand, von der Mannschaft in Anlehnung an die Büchse der Pandora „Pandora’s Box“ genannt.
Noch am selben Tag begann Kapitän Edwards mit Hilfe der örtlichen Häuptlinge die Suche nach den übrigen Besatzungsmitgliedern der Bounty. Angesichts des britischen Kriegsschiffes waren einige in die Berge geflohen, andere am Tag zuvor mit einem selbst gebauten Boot nach Papara an der Südküste Tahitis gesegelt. Nach zwei Wochen waren alle auf Tahiti verbliebenen Meuterer gefangen. Über das Schicksal der Bounty und der übrigen neun Besatzungsmitglieder konnte Edwards nur erfahren, dass Fletcher Christian und acht weitere mit unbekanntem Ziel fortgesegelt waren.
Edwards ließ die Pandora überholen und mit Proviant versorgen, lichtete am 8. Mai 1791 die Anker und machte sich auf die Suche nach der Bounty, ohne den geringsten Hinweis, wo das Schiff sein könnte. Die Pandora durchkreuzte drei Monate lang die Südsee, passierte die Cookinseln, Tokelau, Samoa, Wallis und Futuna. Auf Palmerston (Cookinseln) wurde ein Beiboot abgetrieben und mehrere Besatzungsmitglieder kamen wahrscheinlich ums Leben. Da die Suche sich auf den häufiger befahrenen westlichen Pazifik konzentrierte, fand man die Bounty und ihre Besatzung in ihrem Versteck auf der weit im Osten gelegenen und auf Seekarten an falscher Stelle verzeichneten Insel Pitcairn nicht.

## Rückreise und Untergang
Anfang August segelte Edwards von Samoa zur Endeavour-Straße, der Meerenge zwischen Australien und Papua-Neuguinea, um die Rückreise nach England anzutreten. Die Endeavour-Straße war weitgehend unerforscht und nur unzureichend kartiert. Edwards musste daher eine Fahrrinne durch das Great Barrier Reef suchen. Am Abend des 29. August 1791 lief die Pandora auf ein Korallenriff und nahm so schnell Wasser, dass die Mannschaft mit den Pumpen nur wenig ausrichten konnte. Edwards ließ daher die Boote ausbringen. Die Bounty-Besatzungsmitglieder Coleman, McIntosh und Norman, die Kapitän Bligh als unschuldig betrachtete, wurden aus ihrem Gefängnis befreit, die übrigen blieben gefesselt in „Pandoras Box“.
Gegen Morgen war das Schiff so weit gesunken, dass das Oberdeck nur noch teilweise über Wasser lag. Zehn Gefangene konnten, entgegen dem Befehl von Edwards, von der Besatzung der Pandora in letzter Minute befreit werden. Skinner, Sumner, Stewart und Hillbrant ertranken.
Besatzungsmitglieder kehrten am nächsten Tag mit einem Boot zur Wrackstelle zurück. Was noch geborgen werden konnte, waren das Oberteil der Bramstenge, Teile der Takelage, die Kette des Blitzableiters – und die Schiffskatze, die sich auf eine Saling gerettet hatte.
Von der Besatzung des Schiffes waren 31 Seeleute ertrunken und 89, einschließlich Kapitän Edwards, gerettet. Mit den vier offenen Beibooten der Pandora durchquerten sie das Barriereriff und erreichten die Halbinsel York. Dann machten sie sich auf den Weg zur holländischen Kolonie Timor, wo sie am 16. September 1791 nach einer über 1.000 Meilen langen Fahrt anlangten. Als Passagiere holländischer Ostindienfahrer kehrten Kapitän Edwards, die gesunden seiner Besatzungsmitglieder sowie die zehn überlebenden Männer der Bounty über Zwischenstationen in Batavia und Kapstadt nach England zurück.

## DiePandoraheute
Im November 1977 wurde das Wrack von einer Lockheed P-3 der Royal Australian Air Force während eines Patrouillenfluges entdeckt. Ben Cropp beansprucht ebenfalls zeitgleich der Entdecker des Wracks zu sein. Das Schiff liegt am äußeren Bereich des Barriereriffs, etwa 120 Kilometer östlich von Kap York in Queensland, Australien. Das Queensland Museum führte eine archäologische Erkundung durch, die das Wrack der Pandora zweifelsfrei identifizierte. Offensichtlich war das Schiff Steuerbord nach unten zu Boden gesunken und teilweise vom Sand bedeckt worden. Die versandeten Teile blieben weitgehend erhalten.
1979 wurde das Wrack unter Schutz gestellt und eine Schutzzone eingerichtet.  Zwischen 1983 und 1999 gab es insgesamt neun archäologische Expeditionen zum Wrack, durchgeführt vom Queensland Museum, South Bank, Brisbane, die viele Relikte bargen. Einige davon sind im Museum in Brisbane ausgestellt. Aus Kostengründen und wegen archäologischer Unergiebigkeit ist wenig wahrscheinlich, dass die Reste der Pandora vollständig gehoben werden.